# 仕組預金
仕組預金（しくみよきん）とは、デリバティブを使って銀行に有利な特約を付ける代わりに金利を上乗せされた定期預金のことをいう。

## 概要
仕組債の外側の箱を預金に変えたものと考えればわかりやすい。
仕組預金の例としては、(a)円で預け入れてその時に約定した外貨で運用し、満期日に外貨の価値が下がっていれば元本を外貨で払い戻す権利を銀行側が持つなどの二重通貨定期預金、(b)預け入れ期間が複数設定されており、市場環境によって満期日を選択する権利を銀行が持つ満期日変更特約付定期預金などがある。
仕組債は証券会社が販売する際に十分といえないまでも、証券取引法によって規制されてきた。銀行法はリスク商品を販売することを想定していなかったため、証券取引法と比べて緩やかであった。銀行法の下元本が割れるリスクを説明せずに販売された仕組預金は社会問題にまで発展したため、証券取引法から改正された金融商品取引法は仕組預金まで規制を広げている。全国銀行公正取引協議会は、平成19年4月19日に『仕組預金にかかる表示について』という仕組預金の広告に関するガイドラインを公表した。「デリバティブ預金」として仕組預金を売っていた三菱東京UFJ銀行、三井住友銀行、みずほ銀行は、販売停止にまで追い込まれた。

## メリット
- 金利がプレミアム分、他の定期預金より高めに設定されている。
- 円建て仕組預金は中途解約の際には違約金はあるが、預金保険の対象となり、満期まで預けるなら元本は保証される。

## デメリット
- 外貨建て仕組預金は預金保険の対象とならず、中途解約の違約金、為替手数料、為替リスク、元本を外貨で払い戻されるリスク、満期日の変更リスクなどのデメリットを顧客が負うことになる。
- デリバティブが組み込まれて運用される中途解約が不可能な定期預金であり、やむを得ず中途解約した場合には元本を割れ込む可能性がある[3]。
- 預金利息の保護[4]は、通常の定期預金利息の範囲に限られることが明確化されている[5]。

## 金利タイプ
円建て仕組預金には、満期まで金利が一定のフラット型や、預入年度ごとに金利がゆるやかに上昇するステップアップ型がある。金利は仕組預金契約前に確定しており、ステップアップ型でも預入後に金利が変動することはない。